# 白云湖街道 (济南市)
白云湖街道，是中华人民共和国山東省济南市章丘区下辖的一个乡镇级行政单位。

## 行政区划
白云湖街道下辖以下地区：
小湖南村、石珩北村、石珩西村、石珩东村、石珩村、娥女沟村、白云村、牛码村、章历村、陈家庄村、苏家码头村、杨家庄南村、杨家庄北村、郑家码头村、高桥村、靠河林村、张家庄村、韩家码头村、齐家村、黄家塘村、李家码头村和高家村。

## 人口
2010年中国第六次人口普查时，白云湖街道共有人口33315人。共有家庭9275户，平均每户3.58人。14岁以下的少年儿童共5732人，占总人口17.20%；15-64岁人口共24209人，占总人口72.66%；65岁及以上的老年人共3374人，占总人口的10.12%。男性共计16637人，占总人口49.93%；女性共计16678，占总人口50.06%。本地居住的人口中，拥有本地户籍的人口为32696人，占98.14%。